# Gilberte Goscinny
Gilberte Goscinny [gilberte gosiˈni] (* 1943 als Gilberte Polaro-Millo in Nizza; † 3. Februar 1994) war die Ehefrau von René Goscinny. An dessen Seite wurde sie bekannt, indem sie die Autorenrolle für einige Geschichten der Lucky-Luke-Zeichentrickserie übernahm. Sie hatte zusammen mit ihrem Ehemann ein Kind und verstarb am 3. Februar 1994 an Krebs.
- 1983: Lucky Luke – Das große Abenteuer (Les Dalton en cavale, basierend auf der Comicserie)
- 1984/85: Lucky Luke (17 Folgen)
- 1991: Lucky Luke (23 Folgen)